# Maria Einsiedel (Gernsheim)

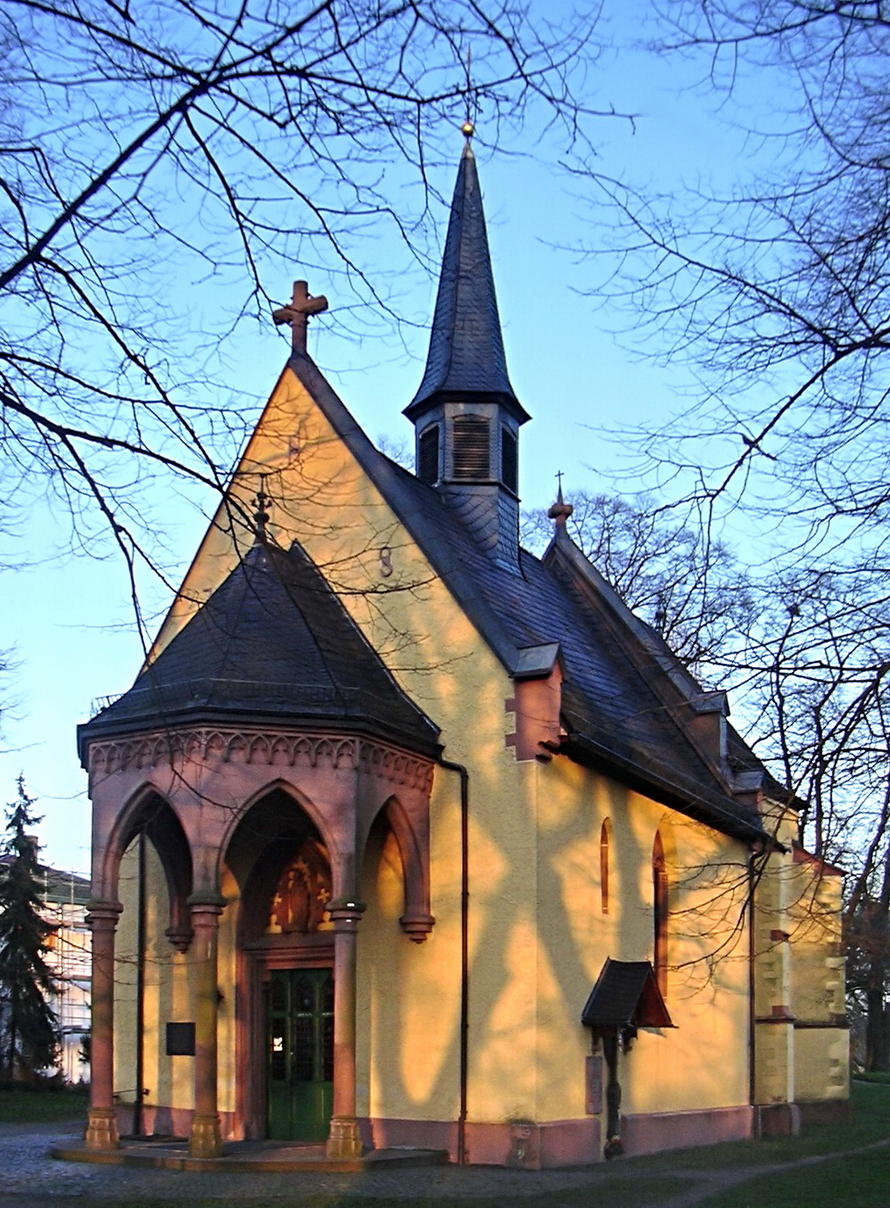
Wallfahrtskirche Maria Einsiedel bei Gernsheim

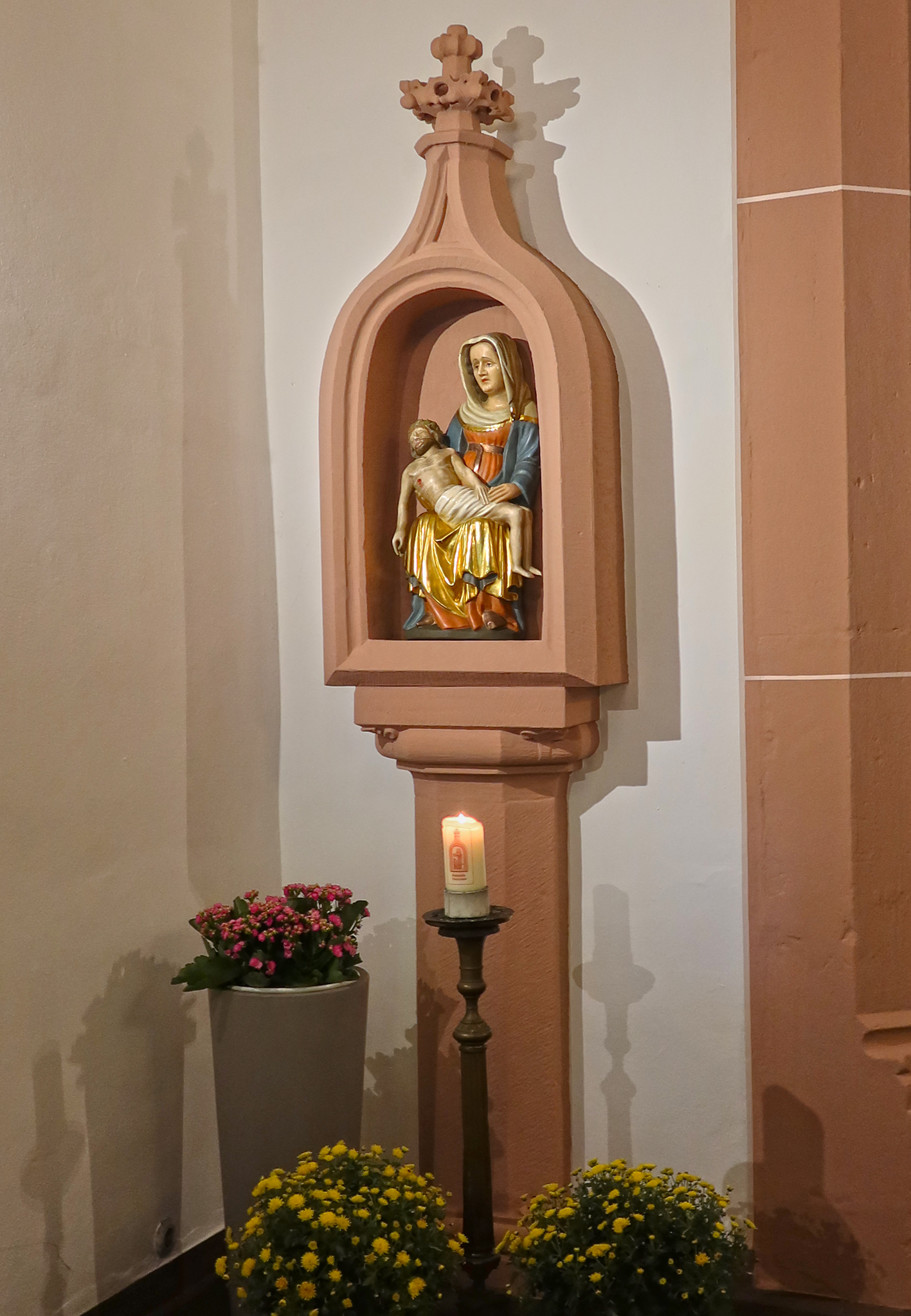
Älteres Gnadenbild der Pietà

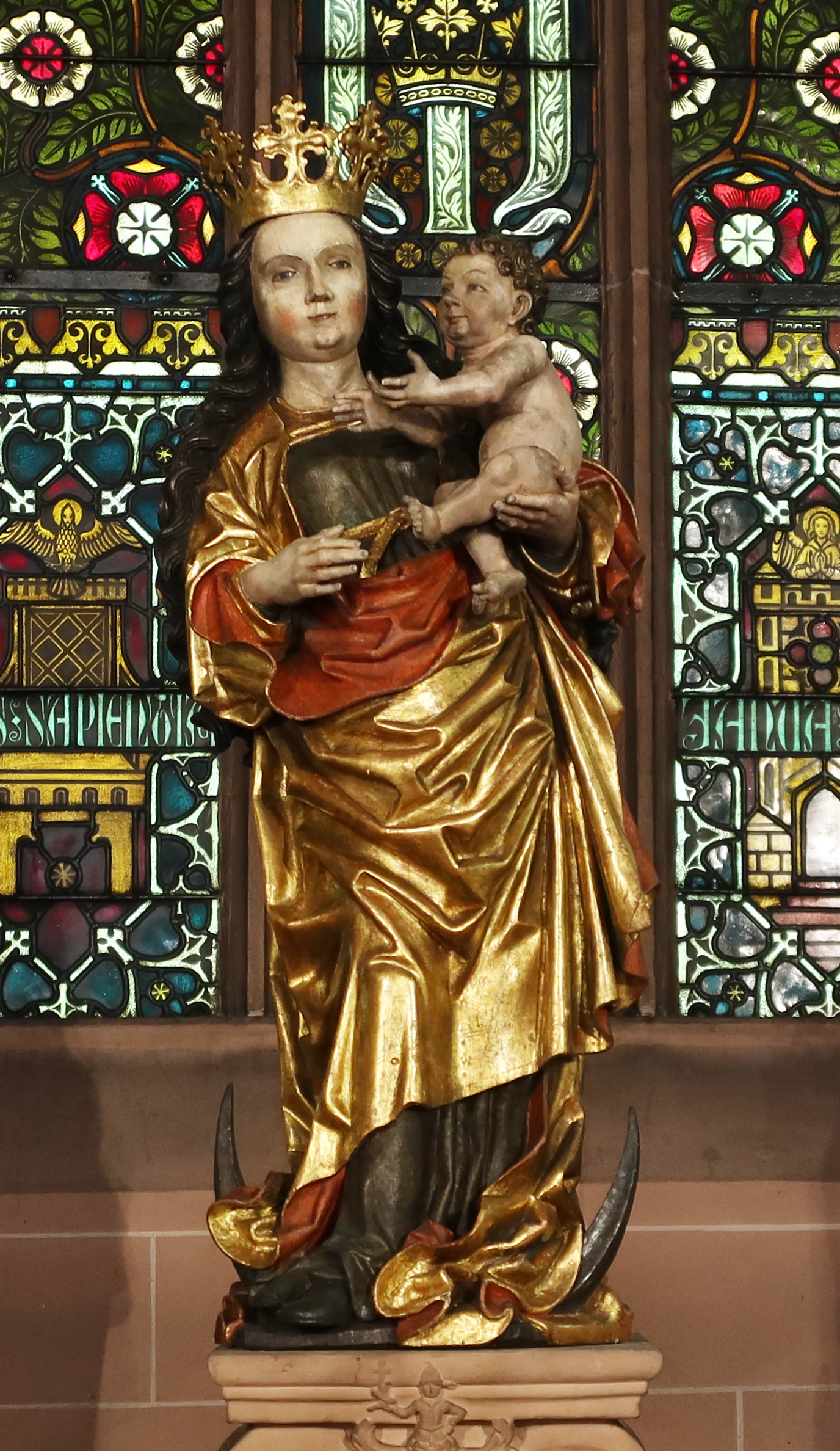
Jüngeres Gnadenbild der Mondsichelmadonna

Die Wallfahrtskirche Maria Einsiedel bei Gernsheim ist eine gotische Kirche mit zwei Marien-Gnadenbildern und ein Wallfahrtsort des Bistums Mainz.

## Lage
Das Gotteshaus befindet sich südöstlich von Gernsheim, im dortigen Ried- bzw. Waldgelände.

## Geschichte und gegenwärtige Nutzung
Die erste urkundlich fassbare Erwähnung der Wallfahrtsstätte ist ein Ablassbreve von 1493, ausgestellt in Rom und unterschrieben von 16 Kardinälen, darunter die späteren Päpste Julius II. und Leo X. In dieser Urkunde wird die „Kapelle Maria Ansidl bei Jernesem“ als baufällig bezeichnet und die Wallfahrer erhalten für Spenden zu ihrer Wiederherstellung einen Ablass von 100 Tagen. 1493 haben daher Kapelle und Wallfahrt schon existiert und hatten offenbar bereits ein höheres Alter, da die Kirche baufällig und Ziel von Wallfahrern war.
Das in der Kapelle noch vorhandene, ursprüngliche Gnadenbild, eine Holz-Pietà, wird kunstgeschichtlich in die Zeit um 1400 datiert, was die Angaben des Breve zu bestätigen scheint. Der Legende nach sei die Figur in einem Holunderstrauch aufgefunden und von Gläubigen mehrfach in die Pfarrkirche Gernsheim verbracht worden, jedoch immer wieder auf unerklärliche Weise an ihren ursprünglichen Fundort zurückgekehrt, sodass man dort für sie eine Kapelle errichtete. Bis 1650 stand diese Pietà im Mittelpunkt des Wallfahrtsgeschehens.
Am 2. Juli 1650 wurde eine Mondsichelmadonna als weiteres Gnadenbild in die Kirche verbracht, die allmählich die Rolle des Hauptgnadenbildes übernahm und heute zentral im Chor aufgestellt ist. Die ursprüngliche Marienfigur sitzt inzwischen links vom Chor in einer Nische der Ostwand des Kirchenschiffes. Die Herkunft des zweiten Gnadenbildes geht in die Zeit des Dreißigjährigen Krieges zurück. Laut urkundlich festgehaltenen Berichten habe ein Hauptmann Karl von Lichtenfeld in Böhmen ein Dorf namens Nordhofen niederbrennen müssen. Seine Soldaten hätten später aus der glühenden Asche die besagte hölzerne Marienfigur herausgezogen, die völlig unversehrt gewesen sei. Der Hauptmann bewahrte sie, obwohl er selbst Lutheraner war, in Ehrfurcht auf und brachte sie mit in die Rheingegend. Hier lag er bei Freiherrn Adolph von Behren in Seeheim im Quartier und erfuhr dort eine freundliche Aufnahme. Zum Dank schenkte er dem Hausherrn und seiner Gattin das aus Böhmen mitgebrachte Marienbild. Nach dem Tod ihres Mannes nahm die Witwe, Margarethe Sophie von Behren geb. von Frankenstein, die Figur mit sich nach Zwingenberg. Als sie von dort vor den Schweden nach Gernsheim flüchten musste, versenkte sie sie in einem Brunnen. Bei einer schweren Erkrankung gelobte sie, das Marienbild bergen zu lassen und in die Gernsheimer Wallfahrtskapelle zu bringen. Obwohl die Figur drei Jahre im Wasser gelegen hatte, sei sie unbeschädigt gewesen und kam 1625 nach Gernsheim, wo sie zunächst in der Pfarrkirche aufgestellt wurde. Am Fest Mariä Heimsuchung (2. Juli) des Jahres 1650 verbrachte man die Mondsichelmadonna, die aufgrund ihrer Herkunft auch „Böhmische Madonna“ genannt wird, in die Wallfahrtskirche; seitdem findet an diesem Tag die Große Wallfahrt statt. Auch das Patroziniumsfest Kreuzerhöhung (14. September) wird besonders begangen. Im Oktober findet traditionell der Leonhardiritt statt.
Die Wallfahrtskirche stammt aus der Zeit um 1500, im 19. Jahrhundert baute man westlich einen Vorbau auf vier Säulen und nördlich eine Sakristei an. Bereits im 18. Jahrhundert sollte zur Betreuung der Wallfahrtsstätte ein Kapuzinerkloster entstehen, wozu es aber erst 1929 kam. Wegen mangelndem Nachwuchs ging der Konvent 1966 wieder ein; das ehemalige Klostergebäude im Stil des Expressionismus steht nördlich der Kirche. Pater Dionysius Zöhren, der seit 1939 Superior und Rektor der Wallfahrtskirche war, wurde 1941 von der Gestapo verhaftet und starb 1943 im KZ Dachau.
Nach dem Zweiten Weltkrieg wurde zusätzlich am letzten Junisonntag die Wallfahrt der Heimatvertriebenen eingeführt. Besonders Heimatvertriebene aus dem Sudetenland wählten kurz nach ihrer Ankunft in Südhessen Maria Einsiedel zu ihrem Wallfahrtsort.
Im Jahr 1988 wurde in Höhe der Längsachse der Kapelle ein neuer Außenaltar errichtet, der einen Altar aus dem Jahre 1937 ablöste, der den liturgischen Anforderungen nicht mehr entsprochen hatte. Mit der Errichtung des Altares wurde der gesamte Außenbereich erneuert. In den Jahren 1999 bis 2002 wurde außerdem eine neue Pilgerhalle gebaut und am 30. Juni 2001 eingeweiht.
Wallfahrtsstätte und Seelsorge liegen in der Hand der Pfarrei Gernsheim. Bis zum Jahre 1790 dienten am Pilgerweg von Gernsheim nach Maria Einsiedel errichtete Kreuzwegstationen, die in Holz ausgeführt waren. Dann errichtete man einen Kreuzweg um die Kapelle herum. Er bestand aus steinernen Säulen mit auf Blech gemalten Passionsbildern. Diese wurden 1893 durch gotische Bildsteinsäulen mit größeren Stationsbildern abgelöst. 1929 fertigte Adam Winter neue Bildstöcke mit Terrakottabildern des leidenden Heilands.
Das bei dem Wallfahrtsort gelegene Jugendhaus Maria Einsiedel wird für Kinder- und Jugendgruppen, Firm- und Konfirmandengruppen sowie Familienfreizeiten genutzt.

## Baubestand
Die Kirche ist geostet und besitzt als ältesten Teil einen gotischen Chor mit Fünfachtelschluss und Kreuzrippengewölbe. Außen weist er Strebepfeiler mit Schräggiebeln auf und hat drei spitzbogige Fenster mit Maßwerk. Westlich schließt sich das nur wenig jüngere, gotische Langhaus an, das ebenfalls zwei Spitzbogenfenster mit Maßwerk und einen Dachreiter aufweist. In der Westfront sitzt der Haupteingang mit einer Marienfigur im Tympanon. Seit 1871 existiert dort ein Vorbau auf vier Säulen, 1875 baute man an die Nordwand der Kirche eine Sakristei an.
Im Innern steht das zweite (neuere) Gnadenbild zentral im Chor, auf einer Säule hinter dem Zelebrationsaltar. Die ursprüngliche gotische Pieta ist in einer Wandnische links des Chores platziert. Rechts vom Chor befindet sich der Sakramentsaltar mit Tabernakel und einem großen Kruzifix darüber. An der hinteren Westwand sind zahlreiche Votivtafeln als Dank für Gebetserhörungen angebracht. In der hinteren Nordwand sitzt das Epitaph des hier bestatteten kurkölnischen Geheimrats Jakob Joseph von Stefne († 1753), Berater des Kölner Erzbischofs Clemens August von Bayern und dessen Resident in der Kurpfalz. Er war der Erbauer von Schloss Kleinniedesheim bei Worms.
Bei der Renovierung 1912/13 wurden die neugotischen Fenster des Mainzer Glasmalers Bernhard Kraus eingebaut, die den Chor bis heute prägen. Bei der Renovierung 1967 wurde die Kapelle den Anforderungen des Zweiten Vatikanischen Konzils angepasst.

## Galerie

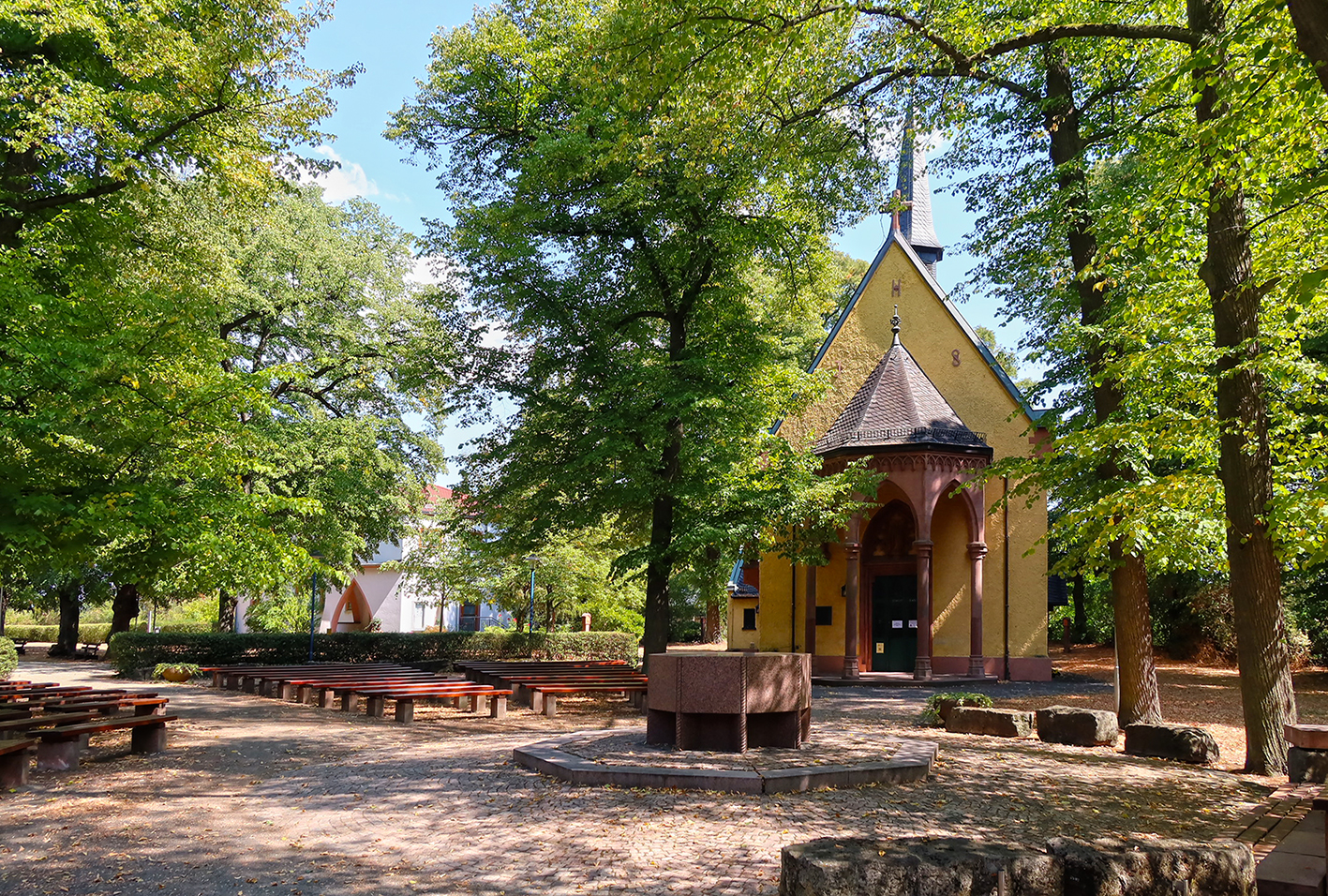
Außenaltar
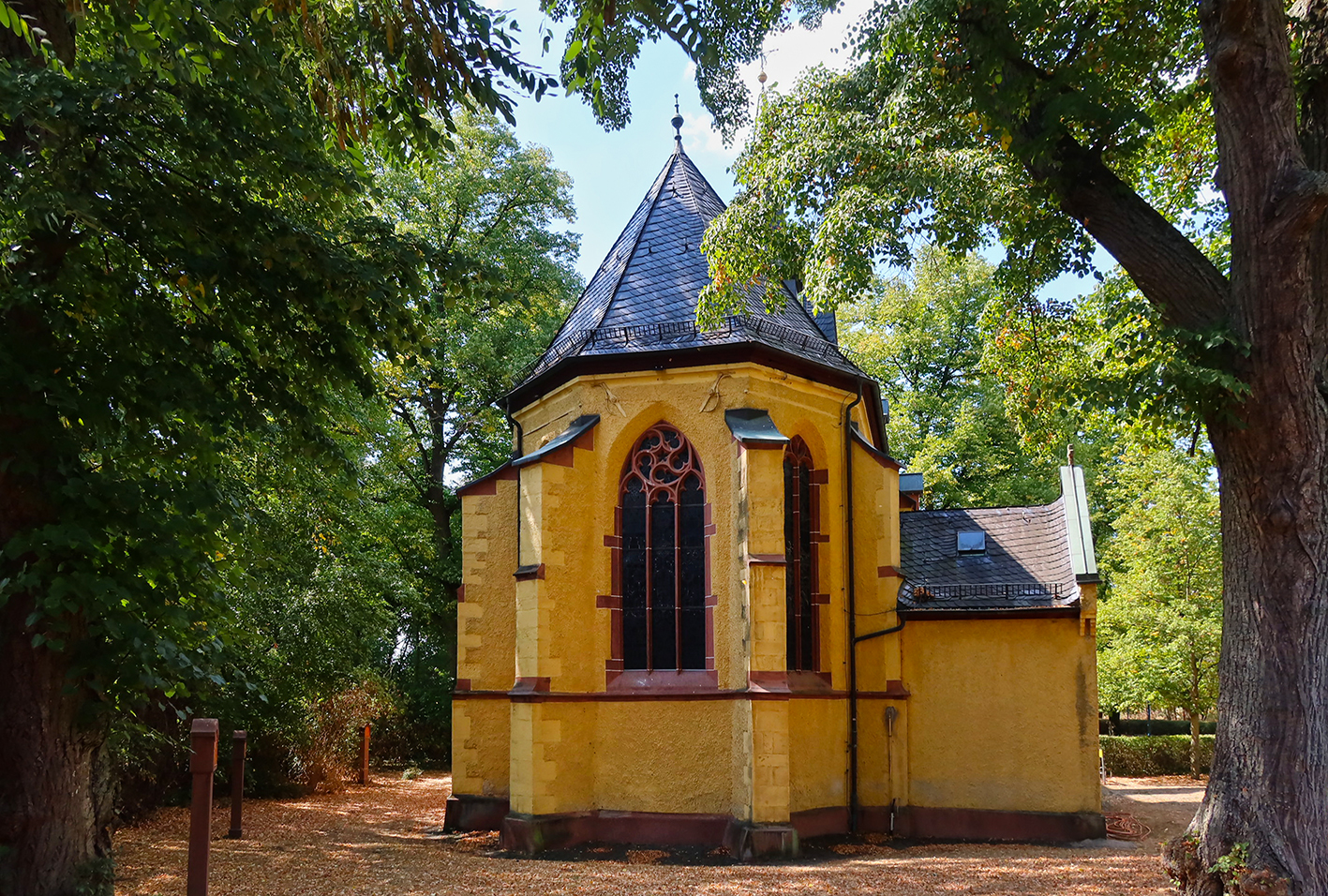
Ostansicht
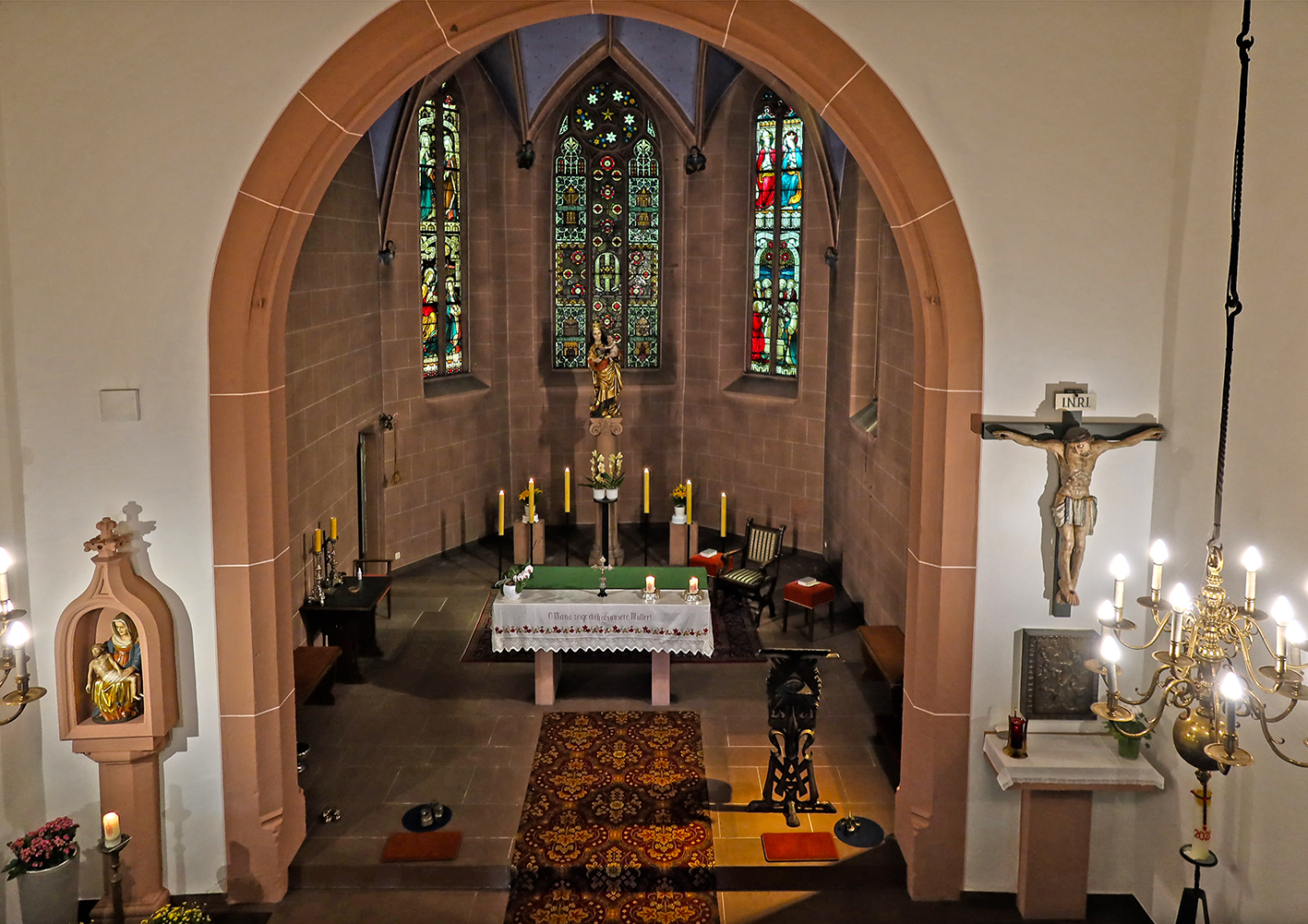
Chorraum
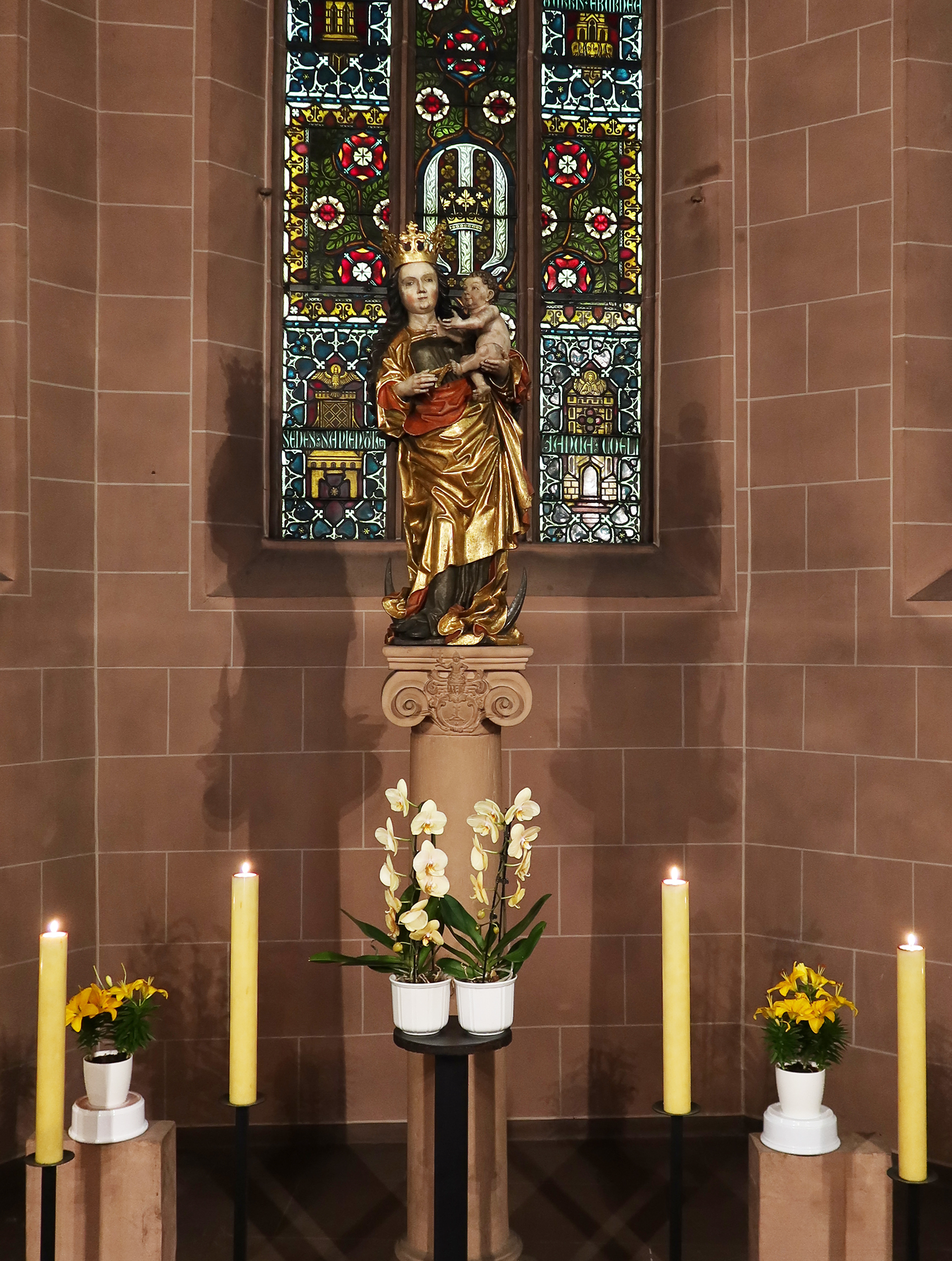
Mondsichelmadonna
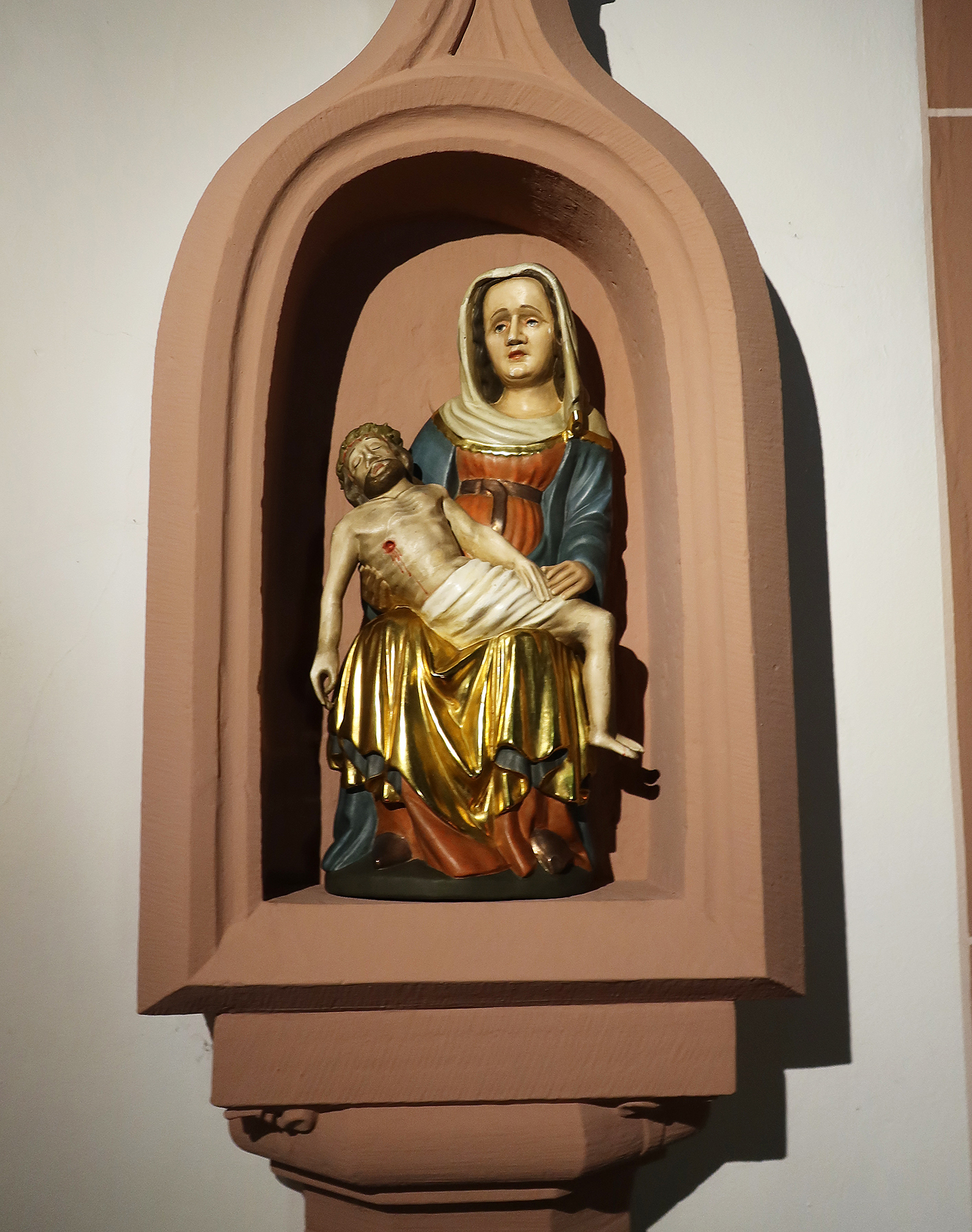
Pietà
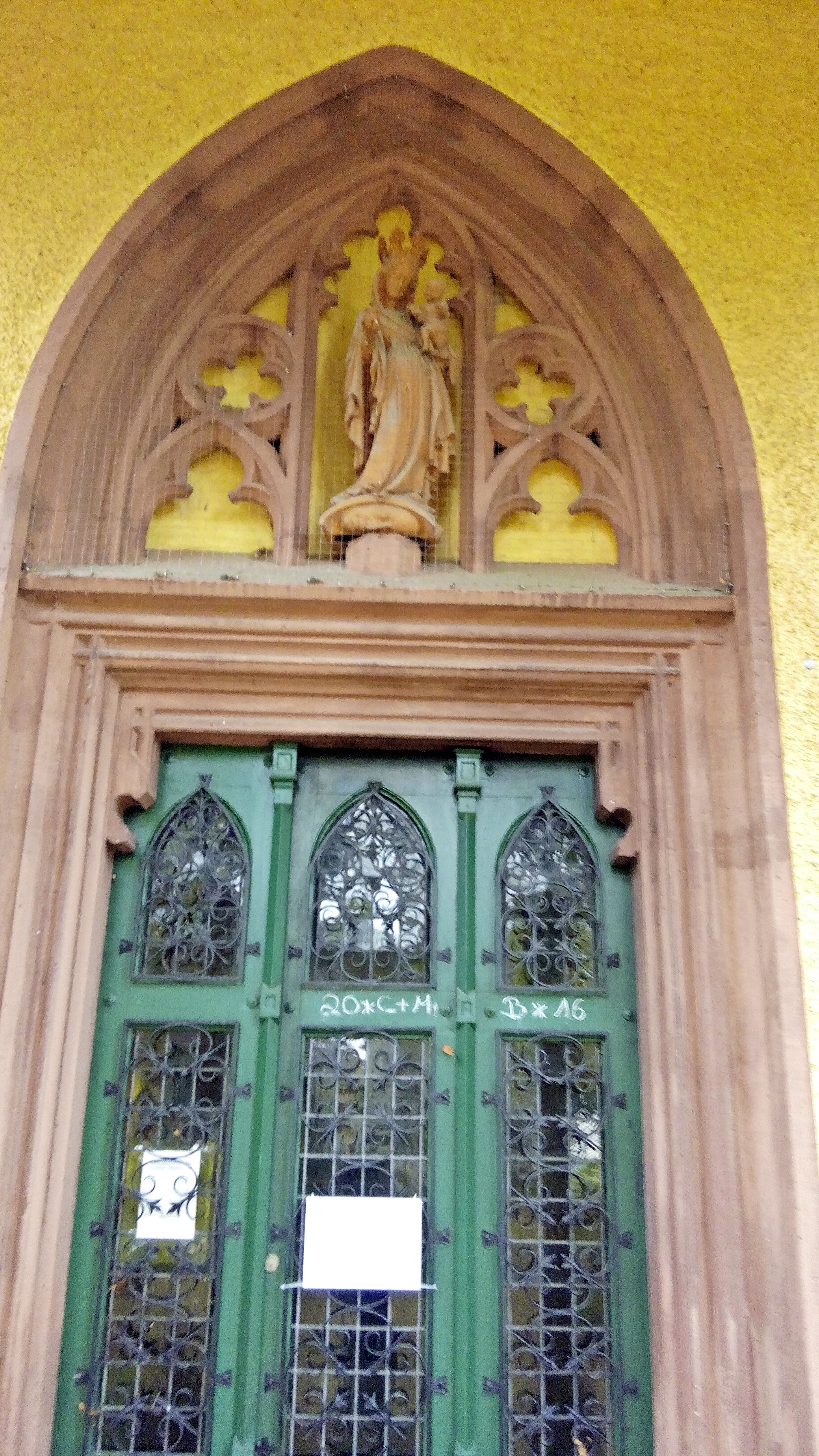
Hauptportal
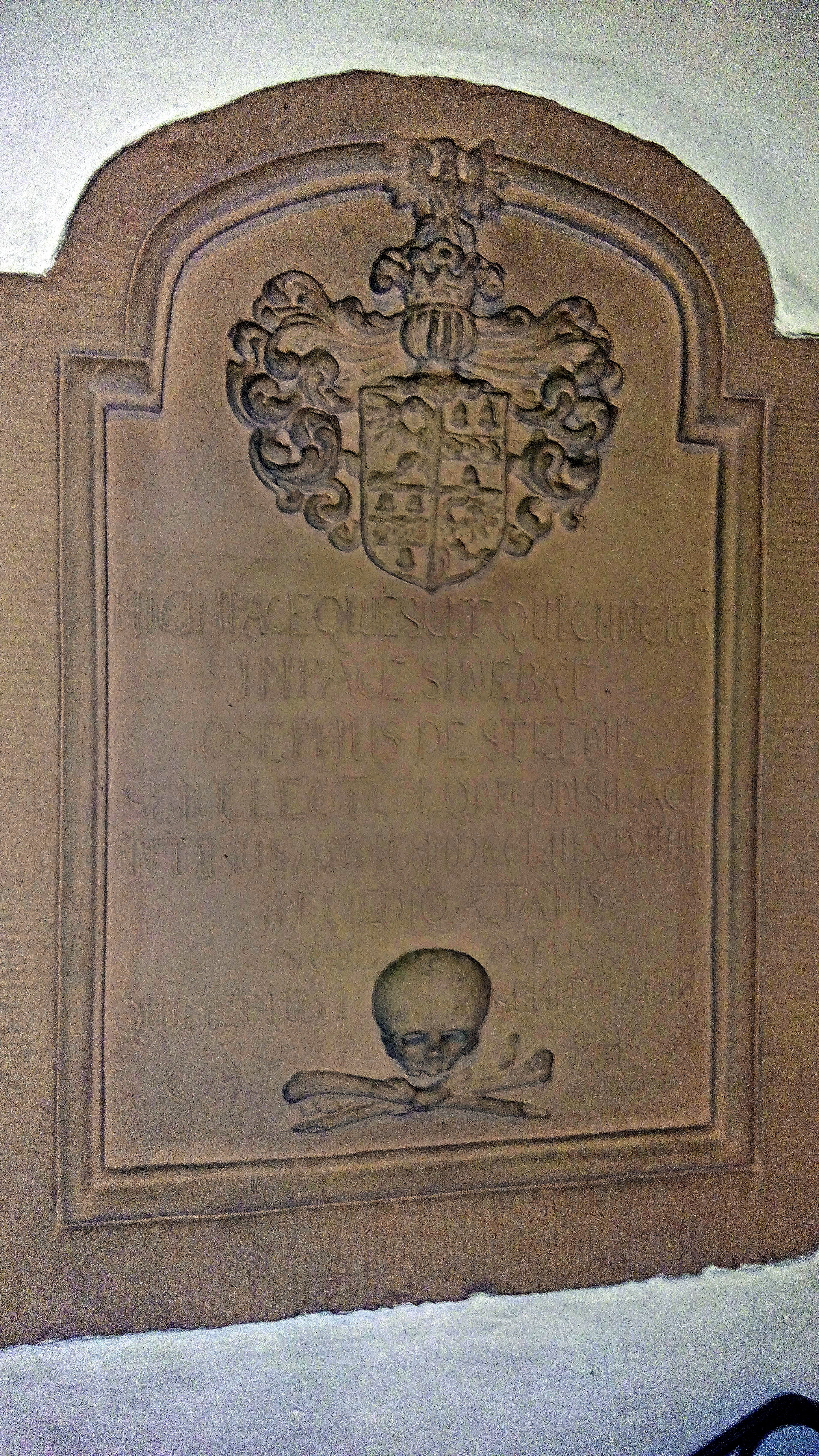
Epitaph des Jakob Joseph von Stefne († 1753)
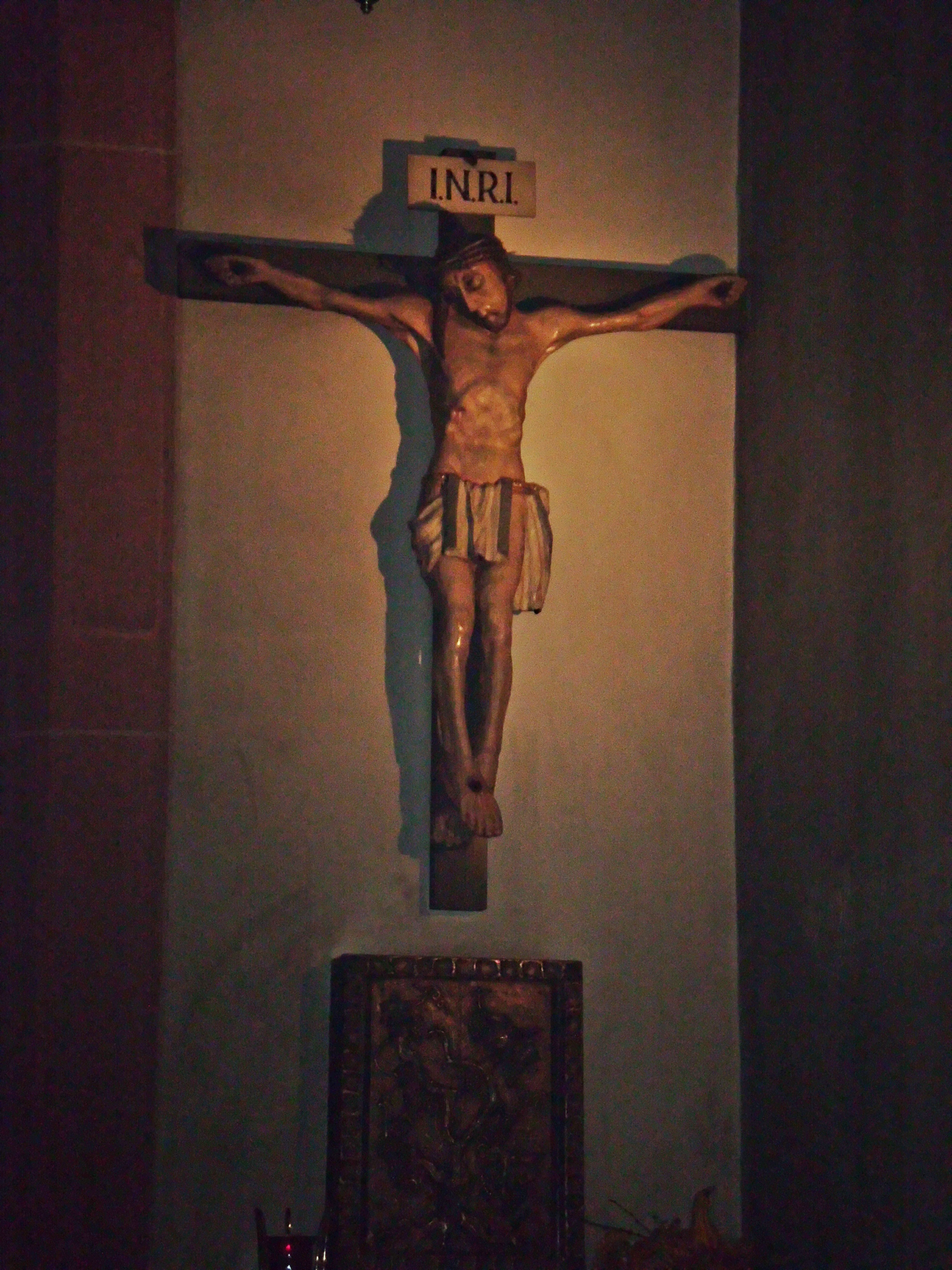
Tabernakel mit Kruzifix
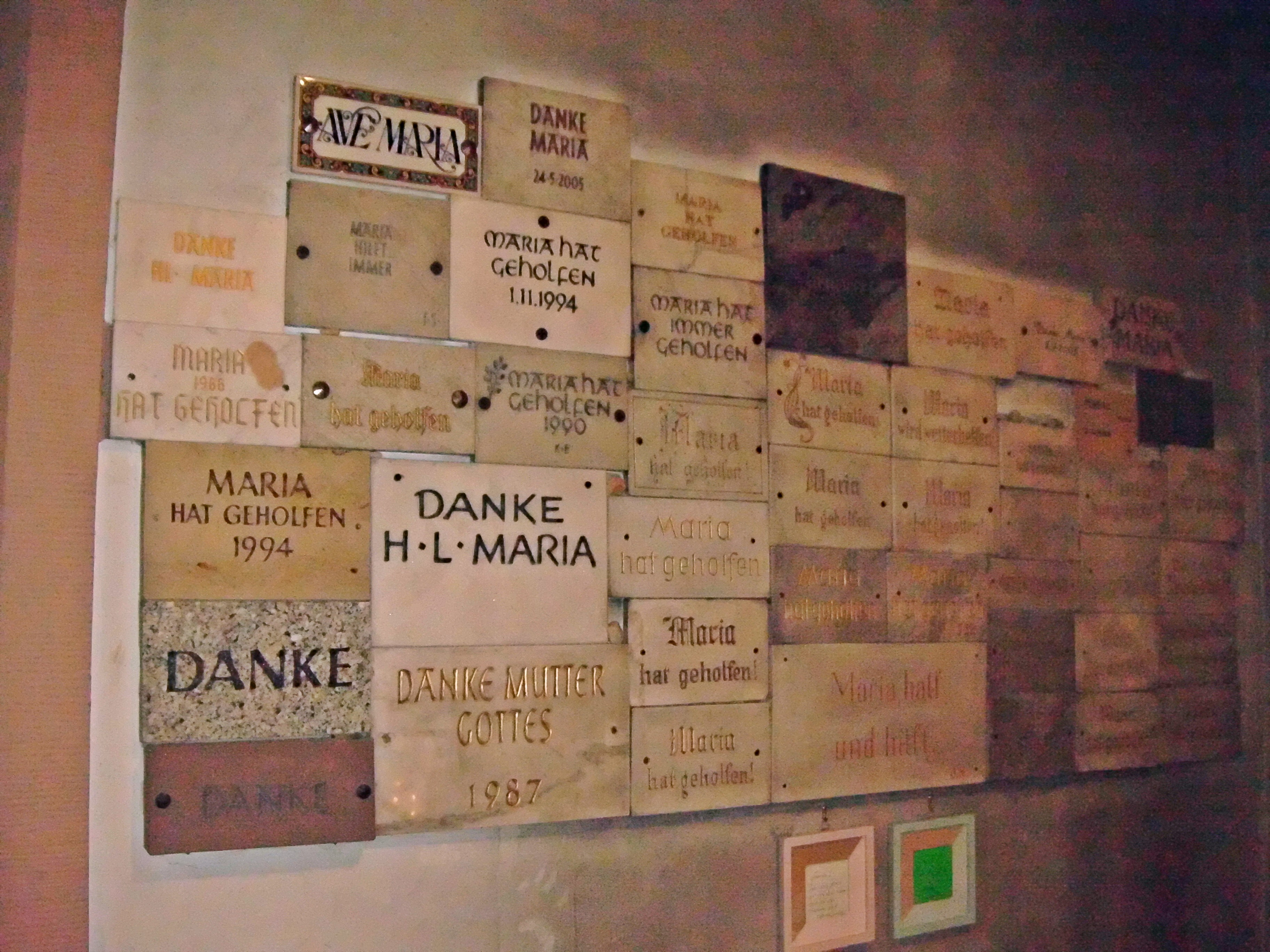
Votivtafeln in der Kirche
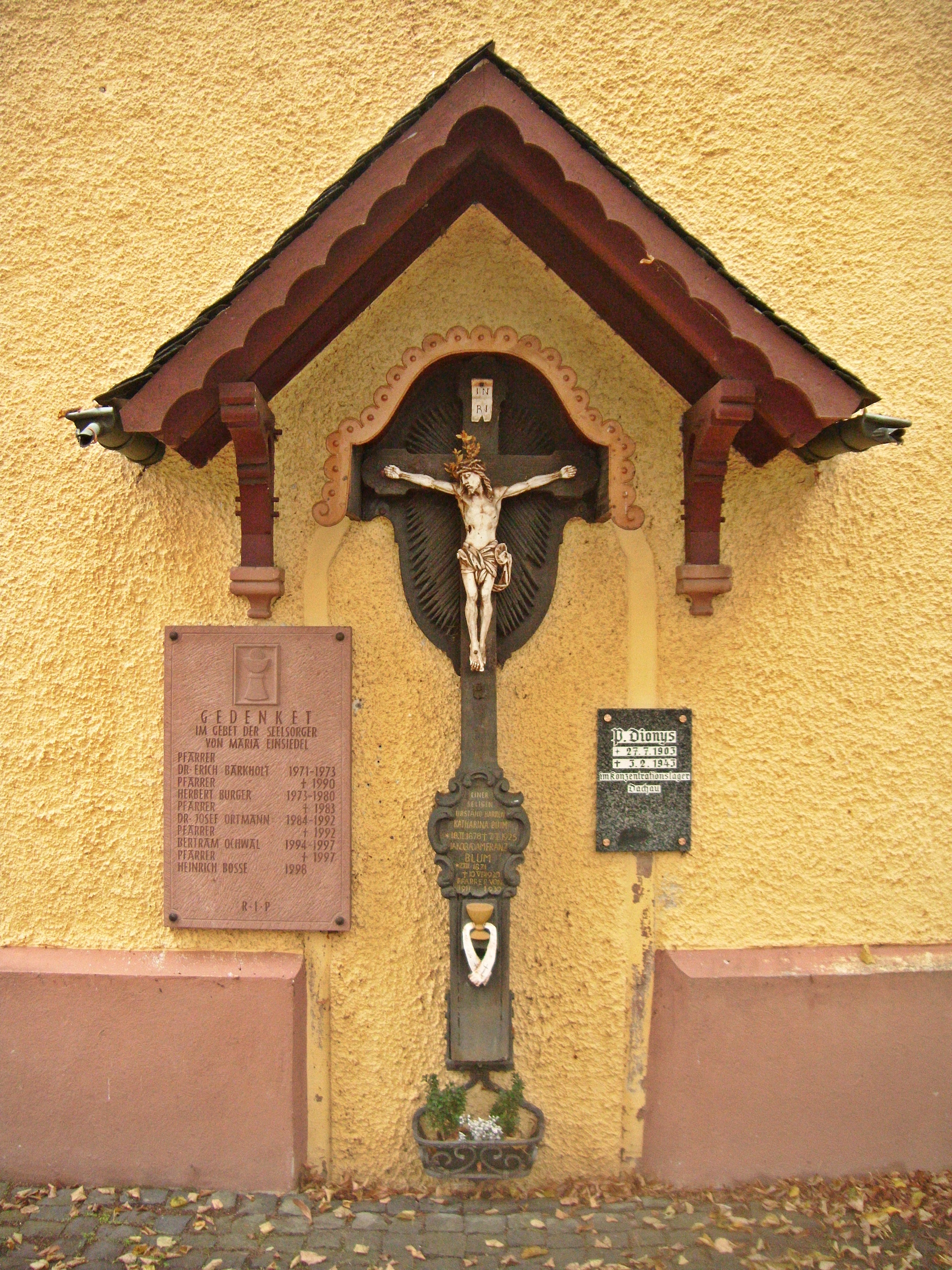
Gedenkstätte für die verstorbenen Seelsorger
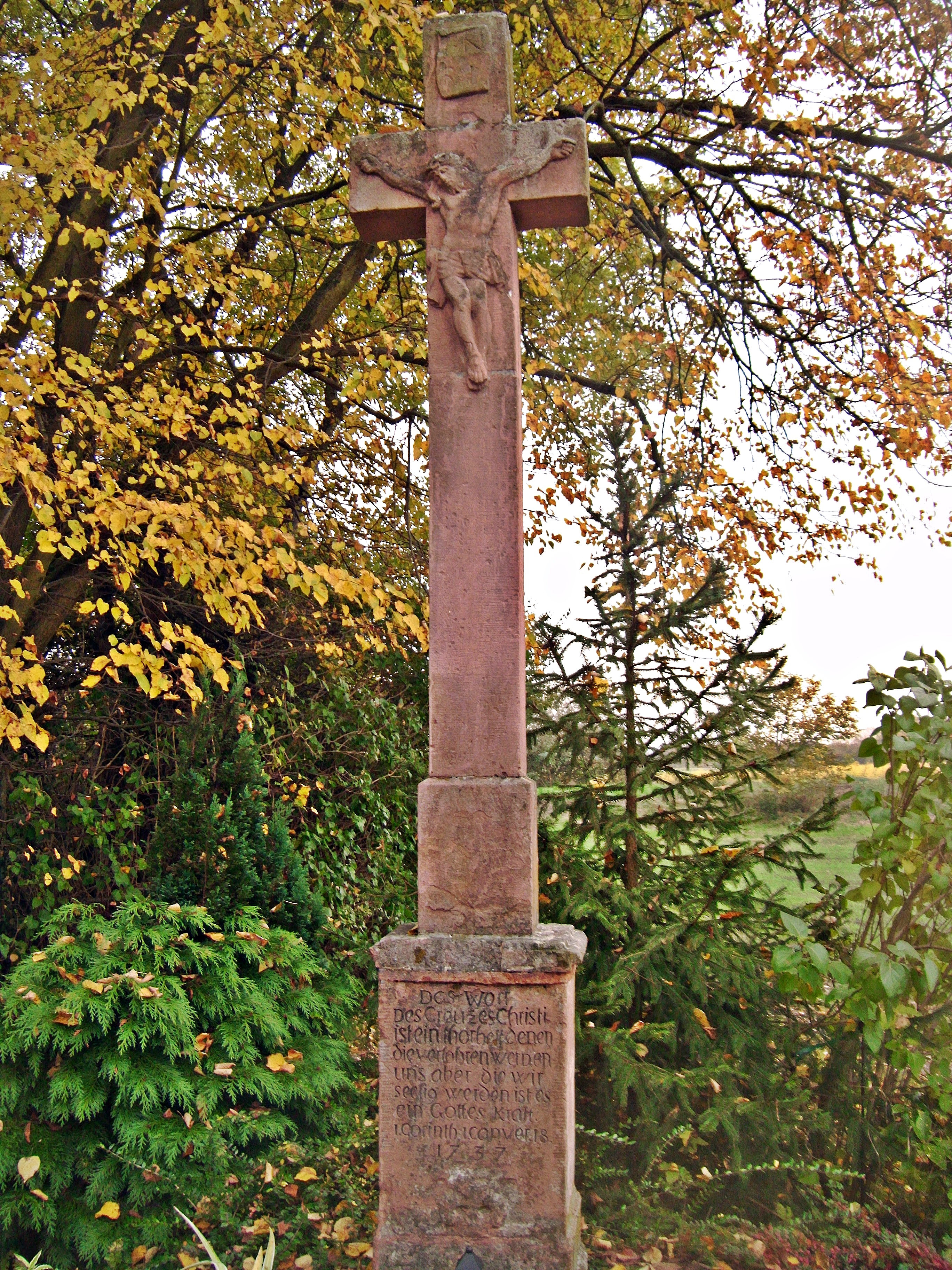
Wegkreuz von 1737, im Außenbereich
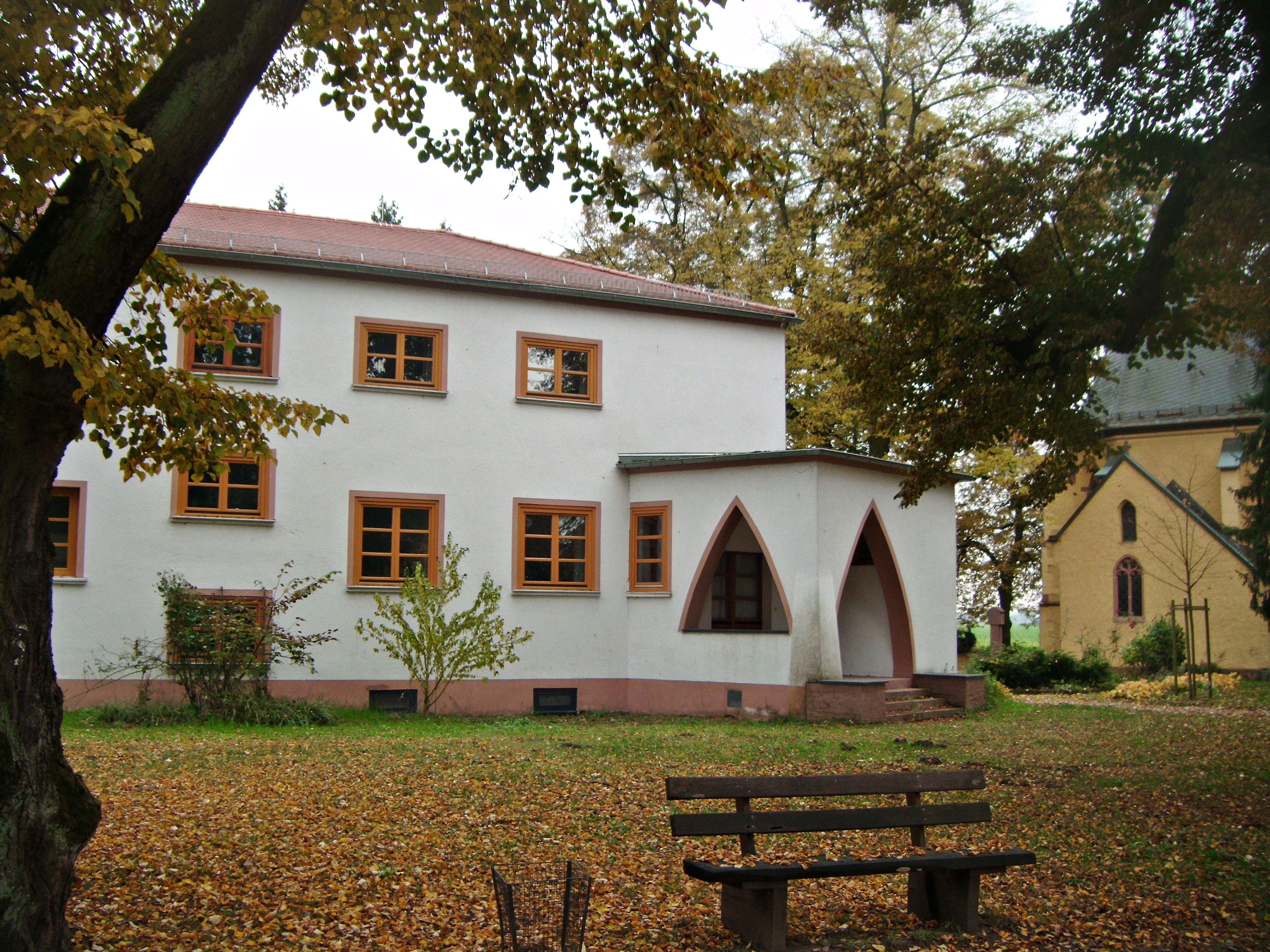
Ehemaliges Klostergebäude
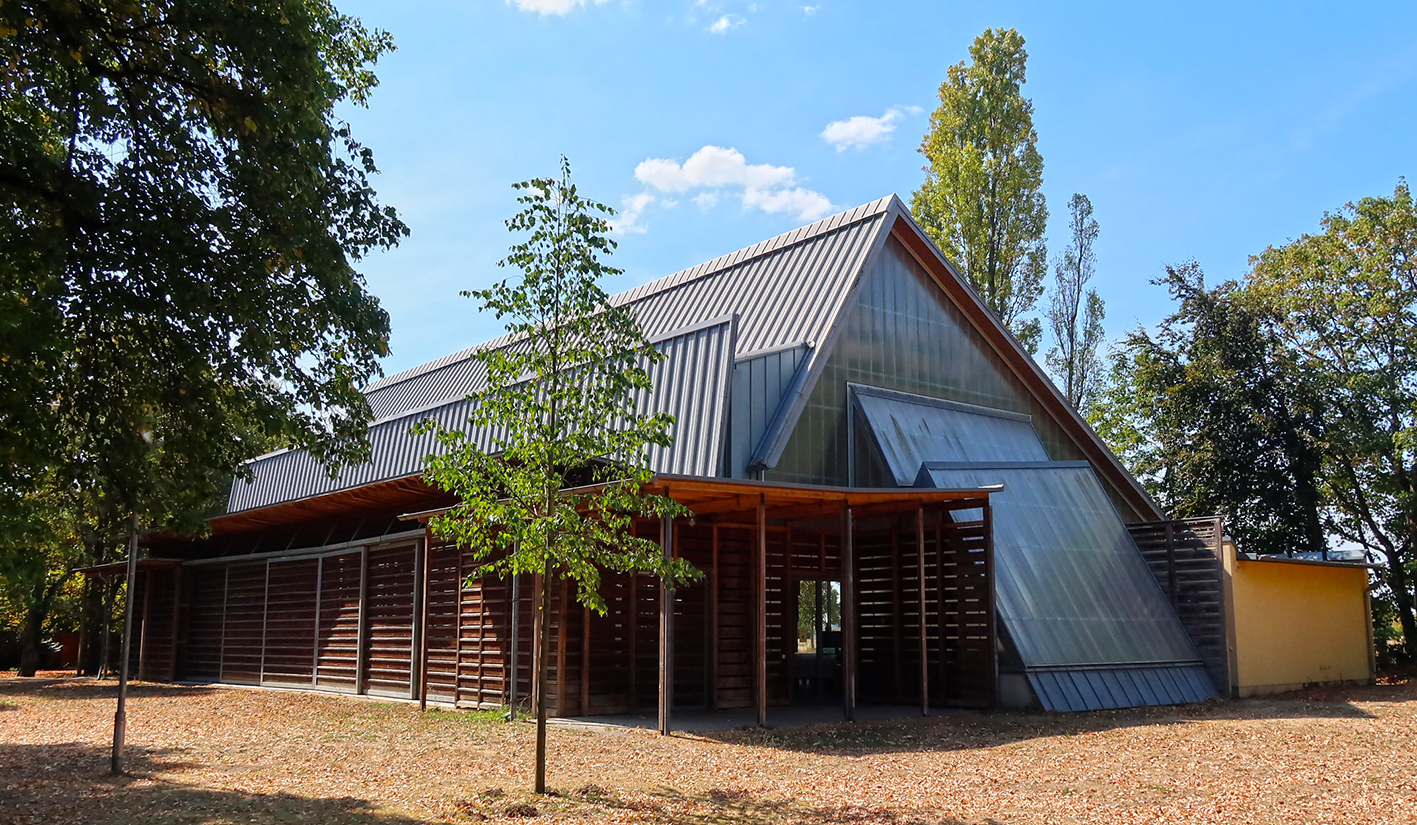
Pilgerhalle in Maria Einsiedel
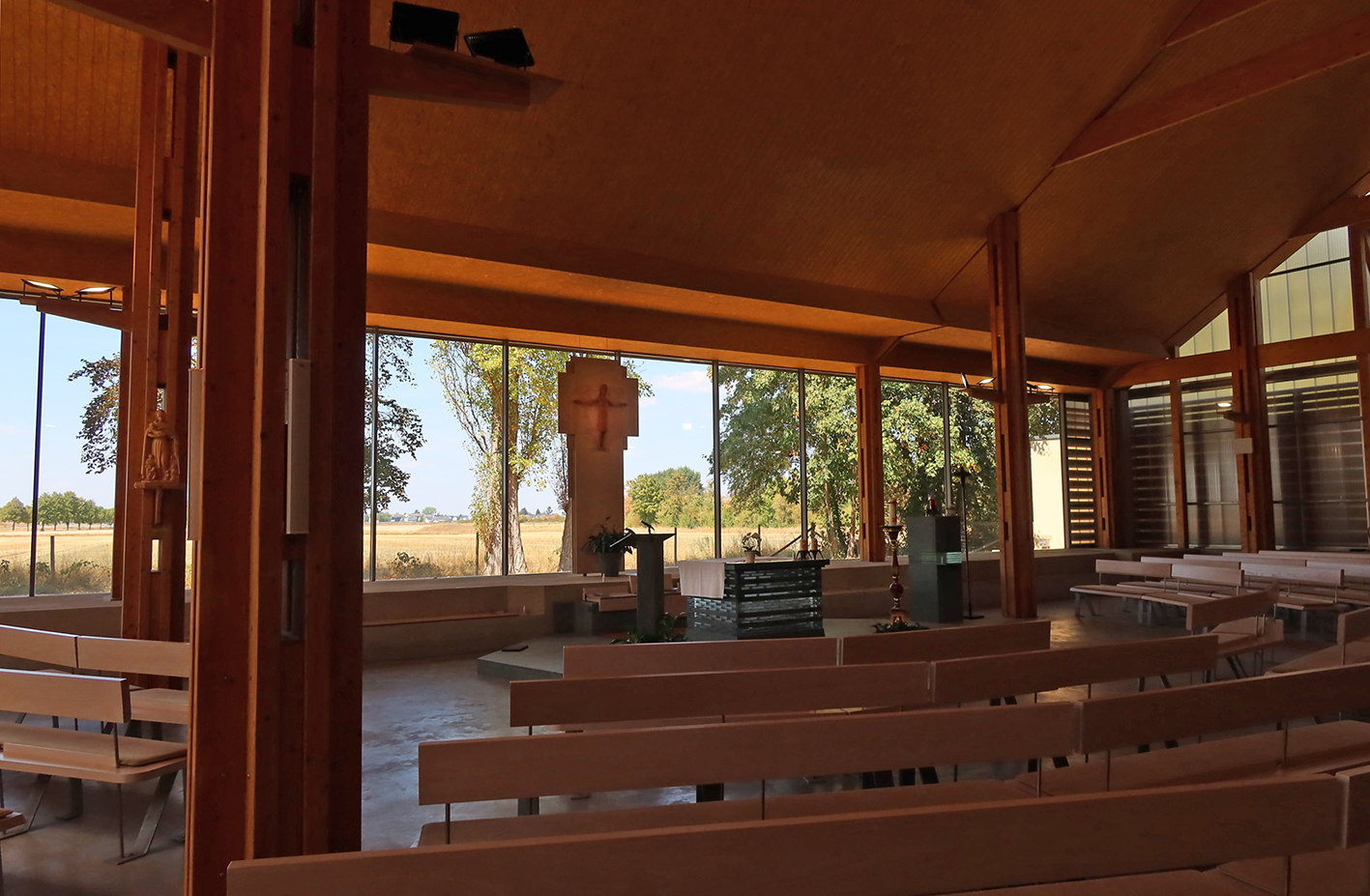
Innenansicht der Pilgerhalle
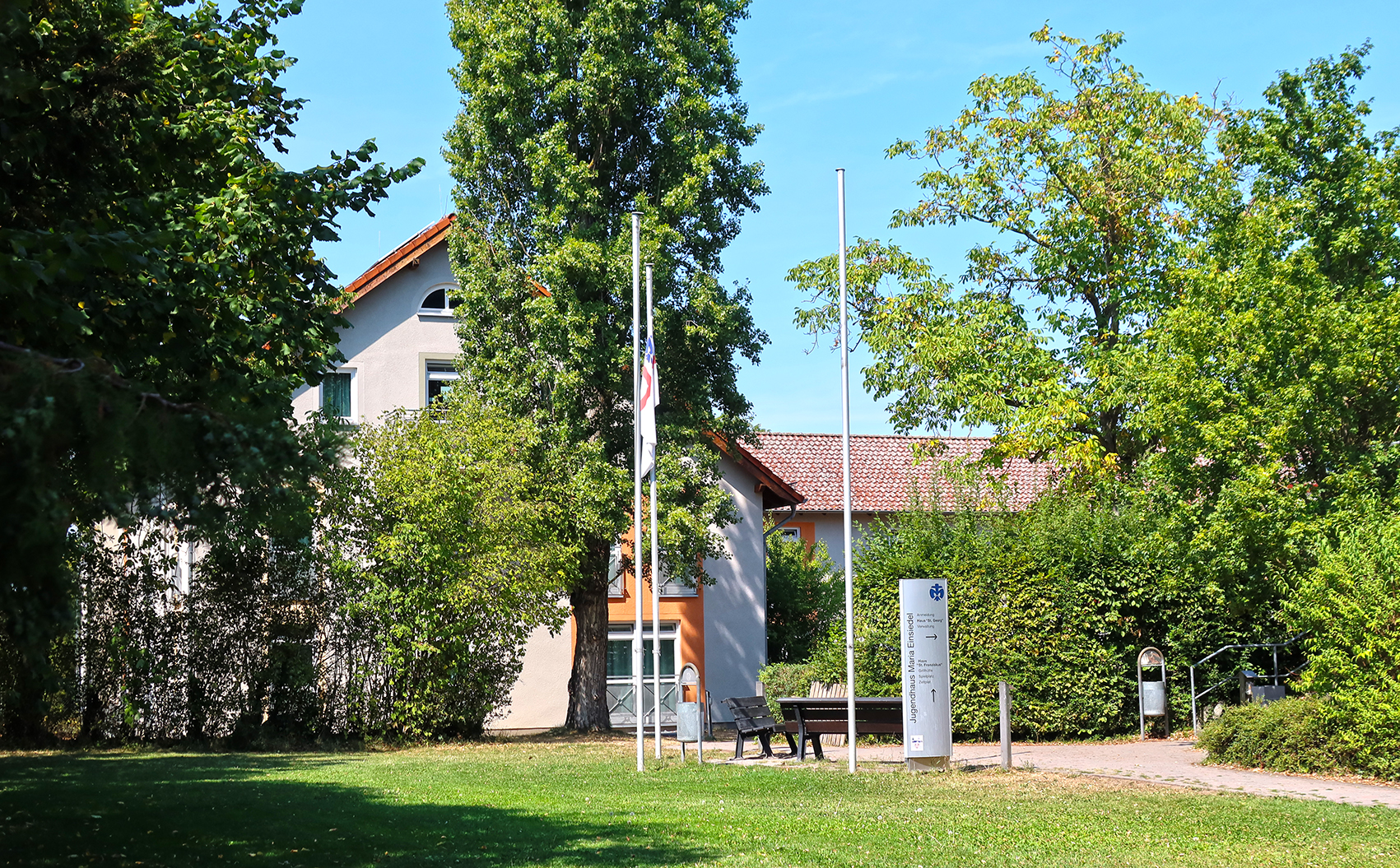
Jugendhaus Maria Einsiedel